# 拉约斯·基斯 (语言学家)
拉約斯·基斯（1922年6月2日–2003年2月16日）語言學家、斯拉夫學家、語言學候選人（1960年）和博士學位（1984年）、匈牙利科學院通訊院士（1998年）及正式院士（2001年） 。 他是20世紀匈牙利語言學界的傑出人物，除了對匈牙利語和斯拉夫語的詞彙學和詞源學考察外，他在詞典編纂和命名領域的工作也意義重大。 1951 年，他成為語言歷史學家 Katalin Fehértói（1925-2006）的第二任丈夫。

## 生平
從德布勒森的 Calasanzi Szent József 鋼琴家高中畢業後，他於 1941 年至 1943 年在盧多維卡學院學習。 此後，他在第二次世界大戰中擔任砲兵中尉，直到在對抗紅軍前進的戰鬥中被蘇聯俘虜，直到1948年才得以回國。 同年，他進入德布勒森大學主修德語-俄語專業，並於1952年獲得文憑。 1951年至1954年間，他在該大學的俄語系擔任助教，然後轉到首都的羅蘭大學，在伊斯特萬·克涅薩（István Kniezsa）和拉斯洛·哈德羅維奇（László Hadrovics）的指導下，在斯拉夫語系作為一名有抱負的學生工作到1957年。 完成研究生學業後，他沒有獲得永久的大學教席，因此於 1957 年成為匈牙利科學院語言學研究所的科學助理，後來成為同事。 1986年至1996年任字典編纂與字典學系主任，1998年退休後在該所任研究教授。 同時，他從 1966 年起擔任羅蘭大學斯拉夫研究系的名義副教授，並從 1985 年起擔任大學教授直至去世。

## 研究
他的科學研究涉及語言學的許多領域。 在他職業生涯的初期，他主要被魯塞尼亞語、俄語和波蘭語的研究所吸引，但在他職業生涯的後期，他對斯拉夫語的興趣擴展到所有東斯拉夫語、西斯拉夫語和南斯拉夫語。 他深入研究了這些語言的構詞規則，由此開始了對斯拉夫語和匈牙利語詞彙的詞彙學和詞源學考察，對匈牙利語中出現的斯拉夫語外來詞和鏡像詞的研究。
由於他的字源學工作，他在字典編纂和命名法領域也取得了重大成果。 他為眾多字典的編纂做出了貢獻，其中包括兩次參與俄匈詞典的修訂和現代化（1959年，二版1998年），以及七卷本馬扎爾語解釋詞典（1959- 1962 ），然後是他作品中的匈牙利語歷史和詞源詞典（1967-1970）。 1986年後，語言研究所開始了大型學術字典的編輯工作，並在他的帶領下持續了十年。
他在地名詞源調查領域的詞源學、命名法和詞典學研究完成於20世紀70年代：其著作《地名源詞典》歷經數次擴充和完善，至今仍是匈牙利字典文獻的第一部也是唯一的代表作。關於地名的歷史。 在這部著作中，他列出了喀爾巴阡盆地 13,000 多個定居點、景觀、山脈和水文名稱，以及更常見的歐洲和遙遠地名的歷史、起源和匈牙利語言資料。 他也從本體論研究範圍中選擇了學術講座的主題（新歐洲水研究，1999；山脈和山脈的名稱，2001）。 它還附有第一部匈牙利語構詞詞典的彙編（作為其候選人論文的一部分），以及創建匈牙利語詞源詞典標題結構和單字歷史符號的統一系統。 他關於匈牙利地圖和製圖學歷史的出版物對於地名調查具有重要意義——幾乎是地名的一個分支。
在他生命的最後階段，他研究了語言批評和匈牙利語言學史。 關於後者，值得一提的是關於匈牙利斯拉夫研究偉大人物奧斯卡·阿斯博特、亞諾斯·梅利奇、伊斯特萬·克涅薩和拉斯洛·哈德羅維奇的傳記書籍，以及語言學研究所歷史的總結。
在他的職業生涯中，除了他撰寫的書籍和與他合作編輯的字典外，還出版了近四百篇研究報告、公告，是個非常能產的研究人員，大部分發表在《Magyar Nyelv》、《Magyar Nyelvőr》、 《Studia Slavica》期刊以及外國語言學雜誌期刊上。

## 成就
為了表彰他的科學成就，他從1998年起成為匈牙利科學院通訊院士，並從2001年起成為正式院士，參與語言學和匈牙利語言委員會的工作。 他在許多科學學會和委員會中擔任職務：他是匈牙利語言學會副主席、地名委員會成員。
他於 1978 年和 1991 年因其語言學工作而獲得學術獎，並於 1994 年獲得匈牙利語言學學會的 Dezső Pais 紀念獎章，並於 2002 年因其畢生的工作而獲得匈牙利科學院的 Bernát Munkácsi 獎。